# Калачёвское сельское поселение (Кемеровская область)
Калачёвское се́льское поселе́ние — упразднённое муниципальное образование в Прокопьевском районе Кемеровской области. Административный центр — посёлок Калачёво.

## История
Калачёвское сельское поселение образовано 17 декабря 2004 года в соответствии с Законом Кемеровской области № 104-ОЗ. В 2019 году преобразовано в территориальный отдел Прокопьевского муниципального округа

## Население
| 2010  | 2011  | 2012  | 2013  | 2014  | 2015  | 2016  |
| ----- | ----- | ----- | ----- | ----- | ----- | ----- |
| 2502  | ↘2495 | ↗2526 | ↗2582 | ↗2644 | ↗2665 | ↗2679 |
| 2017  | 2018  | 2019  |       |       |       |       |
| ↗2714 | ↗2718 | ↗2721 |       |       |       |       |

## Предприятия
Администрация, 2 школы, 1 детский сад, Фельдшерско-акушерская амбулатория, 2 медицинских пункта, 3 библиотеки, 3 сельских Дома культуры, 2 отделения почтовой связи и отделение сберегательного банка.

## Состав сельского поселения
| № | Населённый пункт   | Тип населённого пункта          | Население |
| - | ------------------ | ------------------------------- | --------- |
| 1 | Индустрия          | посёлок                         | 381       |
| 2 | Калачёво           | посёлок, административный центр | 1843      |
| 3 | Матюшино           | посёлок                         | 8         |
| 4 | Новорождественское | село                            | 264       |
| 5 | Новый Путь         | посёлок                         | 6         |